# 이모쿠보촌
이모쿠보촌(일본어: 芋窪村)은 도쿄부 기타타마군에 일찍이 존재했던 촌이다. 현재의 도쿄도 히가시야마토시에 해당한다.

## 역사
- 1889년 4월 1일 - 정촌제 시행에 수반해 가나가와현 기타타마군 시미즈촌, 사야마촌, 다카기촌, 나라하시촌, 조시키촌, 이모쿠보촌이 성립하였다.
- 1893년 4월 1일 - 도쿄부에 이관되었다.
- 1919년 11월 1일 - 시미즈촌, 사야마촌, 나라하시촌, 조시키촌이 합병해 야마토촌이 신실되어, 동일 이모쿠보촌은 폐지되었다.

## 교통

### 도로
- 오메이 가도

## 참고문헌
- 『道と地名と人のくらし』東大和市、1999年、51頁。
- 『東大和の記録　-地名について-』東大和市婦人学級みちの会、1972年、17頁。
- 大和町教育委員会『大和町史』大和町教育委員会、1963年、384頁。
- 『近代を生きた人びと』東大和市、1999年、40頁。
- 『東大和市史』東大和市、2000年、260頁。